# Điện ảnh âm thanh

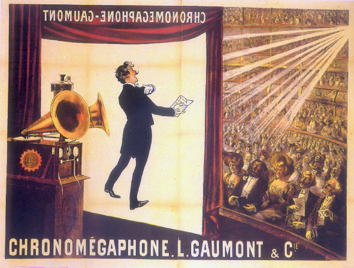
Bích chương năm 1908, quảng cáo cho những bộ phim điện ảnh âm thanh của Gaumont. Chiếc máy Chronomégaphone, được thiết kế cho những khán phòng rộng lớn, sử dụng khí nén để khuếch đại âm thanh đã được ghi âm.

Điện ảnh âm thanh (hay còn gọi phim âm thanh, hay phim có tiếng) là hình thức phim điện ảnh có âm thanh đồng bộ, hoặc âm thanh được kết hợp với hình ảnh bằng công nghệ, trái ngược với hình thức phim câm. Buổi trình chiếu triển lãm công khai đầu tiên về phim có âm thanh được diễn ra tại Paris vào năm 1900, nhưng phải trải qua nhiều thập kỷ thì hình thức này mới trở nên thiết thực về mặt thương mại. Về mặt công nghệ, rất là khó để đạt được sự đồng nhất hoàn chỉnh giữa âm thanh và hình ảnh trên những hệ thống ghi âm bằng đĩa sound-on-disc. Bên cạnh đó, chất lượng khuếch đại và thâu âm cũng không hoàn toàn đạt yêu cầu. Những tiến bộ về âm thanh cho phim về sau này mới có khả năng tạo điều kiện cho buổi chiếu phim thương mại đầu tiên sử dụng công nghệ này, diễn ra vào năm 1923. Điện ảnh âm thanh ngày xưa cũng từng được tương trợ bởi dàn nhạc, đàn organ hoặc đàn dương cầm ngay trong bộ phim để thay thế hoặc bổ trợ cho âm thanh thực các phân cảnh trong phim.
Quá trình thương mại hóa chiếu bóng âm thanh được thực hiện lần đầu tiên là vào khoảng giữa cho đến cuối những năm 1920. Ban đầu, phim chỉ bao gồm các đoạn hội thoại đồng bộ, được gọi là "hình ảnh biết nói" (talking pictures) hoặc "phim hội thoại" (talkies), và là những bộ phim ngắn. Những bộ phim dài đầu tiên có ghi âm cũng chỉ bao gồm âm nhạc cũng như hiệu ứng âm thanh. Phim truyện đầu tiên được trình chiếu dưới hình thức phim nói chuyện sơ khai (mặc dù nó chỉ có một vài chuỗi âm thanh hạn chế) là The Jazz Singer, công chiếu vào ngày 6 tháng 10 năm 1927. Bộ phim đạt thành công vang dội này được sản xuất bởi Vitaphone, thương hiệu tiên phong về công nghệ âm thanh trên đĩa vào thời điểm đó. Tuy nhiên, điện ảnh âm thanh về sau sớm trở thành một tiêu chuẩn cho những bộ phim hội thoại.
Vào đầu những năm 1930, phim hội thoại lan toả ra khắp thế giới, trở thành một hiện tượng toàn cầu. Tại Hoa Kỳ, chúng giúp bảo toàn vị thế của Hollywood là một trong những trung tâm văn hóa/thương mại mang tầm ảnh hưởng mạnh mẽ nhất thế giới (xem Điện ảnh Hoa Kỳ). Tại Âu châu (cũng như những nơi khác nhưng ở một mức độ thấp hơn), sự phát triển tân tiến từng bị nhiều nhà làm phim và nhà phê bình điện ảnh nghi hoặc, những người lo sợ rằng, việc chuyên chú vào lời thoại sẽ làm băng hoại những giá trị thẩm mỹ độc đáo của điện ảnh câm. Tại Nhật Bản, nơi mà truyền thống điện ảnh đại chúng tích hợp phim câm với trình diễn ca hát trực tiếp (benshi), điện ảnh âm thanh lại nháy bắt một cách chậm chạp. Ngược lại, tại Ấn Độ, âm thanh là yếu tố biến chuyển, dẫn đến sự khai mở, phảt triển nhanh chóng của ngành công nghiệp điện ảnh quốc gia.